# Ammutinamento di Hoogstraten
L'ammutinamento di Hoogstraten, noto anche come assedio di Hoogstraten, fu un lungo stato di ammutinamento che vide protagoniste le truppe spagnole dell'Armata delle Fiandre, non pagate da tempo. La rimostranza ebbe inizio presso la città di Hoogstraten (attuale Belgio) il 1º settembre 1602 e perdurò sino al 18 maggio 1604, nell'ambito della guerra degli ottant'anni. Il generale degli spagnoli Frederick Van den Berg tentò di porre fine all'ammutinamento con la forza, riprendendo il controllo della città di Hoogstraten che nel frattempo era stata occupata dagli ammutinati, ma non gli fu possibile grazie all'arrivo dell'esercito anglo-olandese comandato da Maurizio d'Orange che appoggiò per propri fini i malpagati ammutinati spagnoli. Dopo un periodo di quasi tre anni, gli ammutinati decisero di unirsi all'esercito olandese, mentre parte di loro tornò in servizio all'esercito spagnolo nei Paesi Bassi, ottenendo il pieno perdono.

## Antefatto
Marizio d'Orange aveva iniziato da anni una campagna militare per lui fruttuosa contro gli spagnoli nei Paesi Bassi meridionali, cogliendo l'occasione del fatto che le truppe di Alberto VII d'Asburgo erano impegnate nell'assedio di Ostenda, per catturare molte altre città nell'area.
Maurizio come primo obbiettivo si pose la riconquista di Rheinberg nel luglio del 1601. Tra luglio e settembre del 1602 la città di Grave venne anch'essa assediata e conquistata dagli anglo-olandesi sotto la guida di Maurizio e di sir Francis Vere.

## L'ammutinamento e l'assedio
Dopo il fallimento dell'arrivo dei rinforzi spagnoli a Grave e la successiva resa della città, il morale dei soldati dell'Armata delle Fiandre crollò a terra anche per il fatto che molti soldati non erano stati pagati da tempo. Un gruppo di 3000 soldati decise di ammutinarsi, perlopiù italiani e spagnoli, e insieme conquistarono la piccola città di Hoogstraten. Per assicurare la loro posizione, vennero eletti dei rappresentanti degli ammutinati che furono in grado di negoziare sia coi loro comandanti spagnoli che col governo olandese.
Maurizio d'Orange comprese subito l'utilità di sfruttare questi ammutinati a proprio vantaggio, pur capendo la loro frustrazione. Spostandosi verso la città, Maurizio avvistò un'armata. Erano 10 000 soldati spagnoli al comando di Frederik van den Bergh che stavano marciando da Ostenda verso la città nella speranza di stroncare l'ammutinamento sul nascere.
Il 3 agosto il principe d'Orange mosse verso Hoogstraten per siglare un accordo con i rappresentanti degli ammutinati con la finalità di proteggerli sino a quando avrebbero deciso di continuare ad opporsi alla Spagna nella guerra in corso. Resosi conto che Maurizio era riuscito ad attirare gli ammutinati dalla propria parte, Van den Berg ordinò al suo esercito di ritirarsi, arrivando persino a temere che se avesse proseguito lo scontro alcuni dei suoi uomini avrebbero finito per unirsi agli ammutinati, regalando così ulteriori soldati al nemico. Tre giorni dopo l'avanguardia anglo-olandese si scontrò con la retroguardia di Van den Berg in ritirata.
Gli ammutinati giunsero a costituire un loro piccolo ed effimero stato, la Repubblica di Hoogstraten, e decisero di contraddistinguersi sul campo di battaglia grazie a fasce di colore verde per distinguersi dai due eserciti in contrasto. Molti degli ammutinati passarono definitivamente al servizio degli olandesi, dal momento che l'alto comando spagnolo li aveva ormai dichiarati fuorilegge.
Maurizio, sempre giocando d'astuzia, rifornì gli ammutinati di cavalli, facendoli così diventare una concreta minaccia al punto tale che l'arciduca Alberto decise di strappare il documento che aveva già firmato col quale era disposto a perdonare completamente quei soldati che avessero deciso di ritornare nei ranghi dell'esercito spagnolo, con vive proteste sia dalla corona spagnola, sia dal consiglio di stato.

## Conseguenze
Con l'arrivo dell'inverno 1602-1603 tutti gli eserciti in lotta decisero di riparare nei loro quartieri invernali e Maurizio, decise di concedere agli ammutinati di costituire anche la guarnigione della città di Grave.
Il gruppo degli ammutinati ebbe un pesante impatto sulle operazioni militari degli spagnoli, e lo stesso arciduca d'Austria temeva che sarebbe stato costretto ad abbandonare l'assedio ad Ostenda che intanto proseguiva.
Un'importante fonte storiografica sull'organizzazione e sulle operazioni degli ammutinati fu l'autobiografia di Charles Alexandre de Croÿ, marchese d'Havré, che fu ostaggio degli ammutinati per undici mesi.